# O țară, două sisteme
O țară, două sisteme (chineză simplificată: 一国两制; chineză tradițională: 一國兩制; pinyin: Yī guó liǎng zhì, engl. one country, two systems) a fost strategia politică oficială a lui Deng Xiaoping, vizavi de Hong Kong, Macao și Taiwan.

A fost o formulă, stabilită în 1997, la retrocedarea Hong Kong-ului (care a fost sub suveranitatea britanică)  Chinei. Aceasta înseamnă că Hong Kong este o parte a Chinei, fără a aplica aceleași reguli, politici și economici. După revenirea Hong Kong-ului la China, acest slogan a fost de asemenea utilizat pentru alte teritorii, inclusiv în 1999 pentru Macao, sau chiar Taiwan. Deng Xiaoping:
„Politica noastră constă în aplicarea principiului "un stat, două sisteme." Pentru a vorbi mai precis, acest lucru înseamnă că, în Republica Populară Chineză, 1 miliard de chinezi de pe continent trăiesc într-un regim socialist, în timp ce Hong Kong, Macao și Taiwan sunt reglementate de un sistem capitalist. În ultimii ani, China a încercat să rectifica greșelile "de stânga" și a dezvoltat în toate domeniile o politică care să țină seama de condițiile reale. Cinci ani și jumătate de eforturi au dat roade. În acest context am avansat formula "un stat, două sisteme" pentru a rezolva problema Hong Kongului și  a Taiwanului.”

## Literatură
- One Country, Two Systems in Crisis: Hong Kong's Transformation|Auflage=|Verlag=Lexington Books|Ort=Hong Kong|Jahr=2004|ISBN=0739104926
- Luo, Jing, Over A Cup Of Tea: An Introduction To Chinese Life And Culture|Verlag=University Press of America China|Jahr=2004|ISBN=0761829377